# João Gilberto
João Gilberto Prado Pereira de Oliveira (ur. 10 czerwca 1931 w Juazeiro, zm. 6 lipca 2019 w Rio de Janeiro) – brazylijski piosenkarz, gitarzysta i kompozytor, współtwórca bossa novy.
Międzynarodową popularność zyskała piosenka The Girl from Ipanema, wykonywana przez jego ówczesną żonę Astrud Gilberto wraz z nim i jazzmanem Stanem Getzem. Utwór znalazł się na albumie Getz/Gilberto (1964).
W 2005 został odznaczony brazylijskim Orderem Zasługi dla Kultury.

## Życiorys
João Gilberto Prado Pereira de Oliveira pochodził z rodziny zamożnego handlowca i był najmłodszym z sześciorga rodzeństwa. Szybko rozwinął zainteresowania muzyczne, w wieku 14 lat otrzymał pierwszą gitarę, a kilka lat później przeniósł się do Rio de Janeiro. Gilberto miał problemy z dostosowaniem się do zwyczajów zespołów muzycznych. Krótko mieszkał w kilku innych miastach, jednak w 1956 powrócił do Rio de Janeiro. Gilberto zyskał uznanie w oczach Toma Jobima i Viniciusa de Moraesa i w 1958 zrealizował pierwsze nagrania. W 1960 poślubił Astrud Weinert, szerzej znaną jako Astrud Gilberto. Od 1962 do 1980 roku mieszkał w Nowym Jorku (poza dwoma latami w Meksyku). Współpracował wówczas m.in. ze Stanem Getzem i Frankiem Sinatrą i otworzył drogę do nagrań w Stanach Zjednoczonych innym brazylijskim muzykom. Małżeństwo z Astrud się rozpadło i muzyk poślubił w 1968 Miúchę Buarque de Holanda, siostrę Chico Buarquego. Ich córką jest piosenkarka Bebel Gilberto. Po powrocie ze Stanów Zjednoczonych kontynuował karierę muzyczną, często współpracując z innymi brazylijskimi muzykami.

## Muzyka
Owocem poszukiwań muzycznych Gilberto był rytm bossa novy. João Gilberto wykształcił również charakterystyczny styl wykonawczy: cichy, delikatny i liriczny śpiew skontrastowany z synkopowanym rytmem na gitarze. Liczne kompozycje Gilberto osiągnęły status standardów, a styl utworów jest określany przez słuchaczy jako brazylijski. Twórczość Gilberto inspirowała również przedstawicieli nurtu tropicalia, np. Caetano Veloso i Gilberto Gila, z którymi współpracował w późniejszym okresie.

## Dyskografia
- Chega de Saudade (1959)
- O Amor, o Sorriso e a Flor (1960)
- João Gilberto (1961)
- Getz/Gilberto (1964)
- Herbie Mann & João Gilberto with Antonio Carlos Jobim (1965)
- Getz/Gilberto Vol. 2 (1966)
- João Gilberto en Mexico (1970)
- João Gilberto (1973)
- The Best of Two Worlds (1976)
- Amoroso (1977)
- João Gilberto Prado Pereira de Oliveira (1980)
- Brasil (1981)
- Live at the 19th Montreux Jazz Festival (1986)
- Live in Montreux (1987)
- João (1991)
- Eu Sei que Vou Te Amar (1994)
- João Voz e Violão (2000)
- Live at Umbria Jazz (2002)
- In Tokyo (2004)
- Um encontro no Au bon gourmet (2015)
- Selections from Getz/Gilberto 76 (2015)
- Getz/Gilberto 76 (2016)